# Nguyễn Tuân
Nguyễn Tuân (10 tháng 7 năm 1910 – 28 tháng 7 năm 1987) là một nhà văn người Việt Nam.
Nguyễn Tuân có sở trường về tùy bút và ký. Ông viết văn với một phong cách tài hoa uyên bác và được xem là bậc thầy trong việc sáng tạo và sử dụng tiếng Việt. Các tác phẩm của Nguyễn Tuân luôn thể hiện phong cách độc đáo, tài hoa, sự hiểu biết phong phú trong nhiều lĩnh vực và vốn ngôn ngữ giàu có, điêu luyện. Sách giáo khoa hiện hành xếp ông vào một trong 9 tác giả tiêu biểu của văn học Việt Nam hiện đại.
Ngoài ra, ông còn là một diễn viên tay ngang, tham gia phim "Cánh đồng ma" năm 1938, và phim "Chị Dậu" (1980).

## Tiểu sử
Nguyễn Tuân sinh ngày 10 tháng 7 năm 1910 ở phố Hàng Bạc, Hà Nội. Quê ông ở thôn Thượng Đình, xã Nhân Mục (tên nôm là làng Mọc), huyện Hoàn Long, Hà Nội, nay thuộc phường Nhân Chính, quận Thanh Xuân. Ông trưởng thành trong một gia đình nhà Nho khi Hán học đã tàn.
Nguyễn Tuân học đến cuối bậc Thành chung Nam Định (tương đương với cấp Trung học cơ sở hiện nay, tiền thân của trường THPT Chuyên Lê Hồng Phong, Nam Định ngày nay) thì bị đuổi vì tham gia một cuộc bãi khóa phản đối giáo viên Pháp nói xấu người Việt (1929). Sau đó ít lâu ông lại bị tù vì đi qua biên giới tới Thái Lan không có giấy phép. Sau khi ra tù, ông bắt đầu sự nghiệp viết lách của mình.
Nguyễn Tuân cầm bút từ khoảng đầu những năm 1935, nhưng nổi tiếng từ năm 1938 với các tác phẩm tùy bút, bút ký có phong cách độc đáo như Vang bóng một thời, Một chuyến đi... Năm 1941, ông lại bị bắt giam một lần nữa và gặp gỡ, tiếp xúc với những người hoạt động chính trị.
Năm 1945, Cách mạng tháng Tám thành công, Nguyễn Tuân nhiệt tình tham gia cách mạng và kháng chiến, trở thành một cây bút tiêu biểu của nền văn học mới. Từ 1948 đến 1957, ông giữ chức Tổng thư ký Hội Văn nghệ Việt Nam.
Các tác phẩm chính sau cách mạng của Nguyễn Tuân là tập tùy bút Sông Đà (1960) là kết quả chuyến đi thực tế vùng Tây Bắc, một số tập ký chống Mỹ (1965–1975) và nhiều bài tùy bút về cảnh sắc và hương vị đất nước. Ông chủ trương chủ nghĩa xê dịch không thích cuộc sống trầm lặng, bình ổn nên ông đi suốt chiều dài đất nước để tìm những điều mới mẻ,độc đáo.
Nguyễn Tuân mất tại Hà Nội vào ngày 28 tháng 7 năm 1987, thọ 77 tuổi và an táng tại Nghĩa trang Văn Điển.
Năm 1996 ông được nhà nước Việt Nam truy tặng Giải thưởng Hồ Chí Minh về văn học nghệ thuật (đợt I).

## Tính cách
- Nguyễn Tuân yêu Việt Nam với những giá trị văn hóa cổ truyền của dân tộc. Ông yêu tha thiết Tiếng Việt, những kiệt tác văn chương của Nguyễn Du, Đoàn Thị Điểm, Tú Xương, Tản Đà, v. v.; những nhạc điệu hoặc đài của các lối hát ca trù hoặc dân dã mà thiết tha; những nét đẹp rất riêng của Việt Nam.
- Ở Nguyễn Tuân, ý thức cá nhân phát triển rất cao. Ông viết văn trước hết để khẳng định cá tính độc đáo của mình, tự gán cho mình một chứng bệnh gọi là "Chủ nghĩa xê dịch". Lối sống tự do phóng túng của ông không phù hợp với chế độ thuộc địa (hai lần bị tù).
- Nguyễn Tuân là con người rất mực tài hoa. Tuy chỉ viết văn nhưng ông còn am hiểu nhiều môn nghệ thuật khác: hội họa, điêu khắc, sân khấu, điện ảnh... Ông còn là một diễn viên kịch nói và là một diễn viên điện ảnh đầu tiên ở Việt Nam.[4] Ông thường vận dụng con mắt của nhiều ngành nghệ thuật khác nhau để tăng cường khả năng quan sát, diễn tả của nghệ thuật văn chương.
- Nguyễn Tuân nổi tiếng là người sành ăn. Với ông, ăn là một nghệ thuật, một giá trị thẩm mỹ, một sự khám phá cái ngon mà tạo hóa đã ban cho.[cần dẫn nguồn]
- Nguyễn Tuân là một nhà văn biết quý trọng thật sự nghề nghiệp của mình. Đối với ông, nghệ thuật là một hình thái lao động nghiêm túc, thậm chí "khổ hạnh" và ông đã lấy chính cuộc đời cầm bút hơn nửa thế kỷ của mình để chứng minh cho quan niệm ấy.[cần dẫn nguồn]

## Quá trình sáng tác và các đề tài chính
Sự nghiệp văn chương của Nguyễn Tuân không phải là nhà văn thành công ngay từ những tác phẩm đầu tay. Ông đã thử bút qua nhiều thể loại: thơ, bút ký, truyện ngắn. Nhưng mãi đến đầu năm 1938, ông mới nhận ra sở trường của mình và thành công xuất sắc với các tác phẩm: Một chuyến đi, Vang bóng một thời, Thiếu quê hương, Chiếc lư đồng mắt cua...
Tác phẩm Nguyễn Tuân trước Cách mạng tháng Tám chủ yếu xoay quanh ba đề tài: "chủ nghĩa xê dịch", vẻ đẹp "vang bóng một thời", và "đời sống truỵ lạc".
Nguyễn Tuân đã tìm đến lý thuyết "chủ nghĩa xê dịch" này trong tâm trạng bất mãn và bất lực trước thời cuộc. Nhưng viết về "chủ nghĩa xê dịch", Nguyễn Tuân lại có dịp bày tỏ tấm lòng gắn bó tha thiết của ông đối với cảnh sắc và phong vị của đất nước mà ông đã ghi lại được bằng một ngòi bút đầy trìu mến, yêu thương và tài hoa (Một chuyến đi).
Không tin tưởng ở hiện tại và tương lai, Nguyễn Tuân đi tìm vẻ đẹp của quá khứ còn "vang bóng một thời". Ông mô tả vẻ đẹp riêng của thời xưa với những phong tục đẹp, những thú tiêu dao hưởng lạc lành mạnh và tao nhã. Tất cả được thể hiện thông qua những con người thuộc lớp người nhà Nho tài hoa bất đắc chí, tuy đã thua cuộc nhưng không chịu làm lành với xã hội thực dân (như Huấn Cao Chữ người tử tù).
Nguyễn Tuân cũng hay viết về đề tài đời sống truỵ lạc. Ở những tác phẩm này, người ta thường thấy có một nhân vật "tôi" hoang mang bế tắc. Trong tình trạng khủng hoảng tinh thần ấy, người ta thấy đôi khi vút lên từ cuộc đời nhem nhuốc, phàm tục niềm khao khát một thế giới tinh khiết, thanh cao (Chiếc lư đồng mắt cua).
Từ sau Cách mạng tháng Tám 1945, ông chân thành đem ngòi bút phục vụ cuộc chiến đấu của dân tộc, nhưng Nguyễn Tuân luôn luôn có ý thức phục vụ trên cương vị của một nhà văn, đồng thời vẫn muốn phát huy cá tính và phong cách độc đáo của mình. Ông đã đóng góp cho nền văn học mới nhiều trang viết sắc sảo và đầy nghệ thuật ca ngợi quê hương đất nước, ca ngợi nhân dân lao động trong chiến đấu và sản xuất.

## Phong cách nghệ thuật

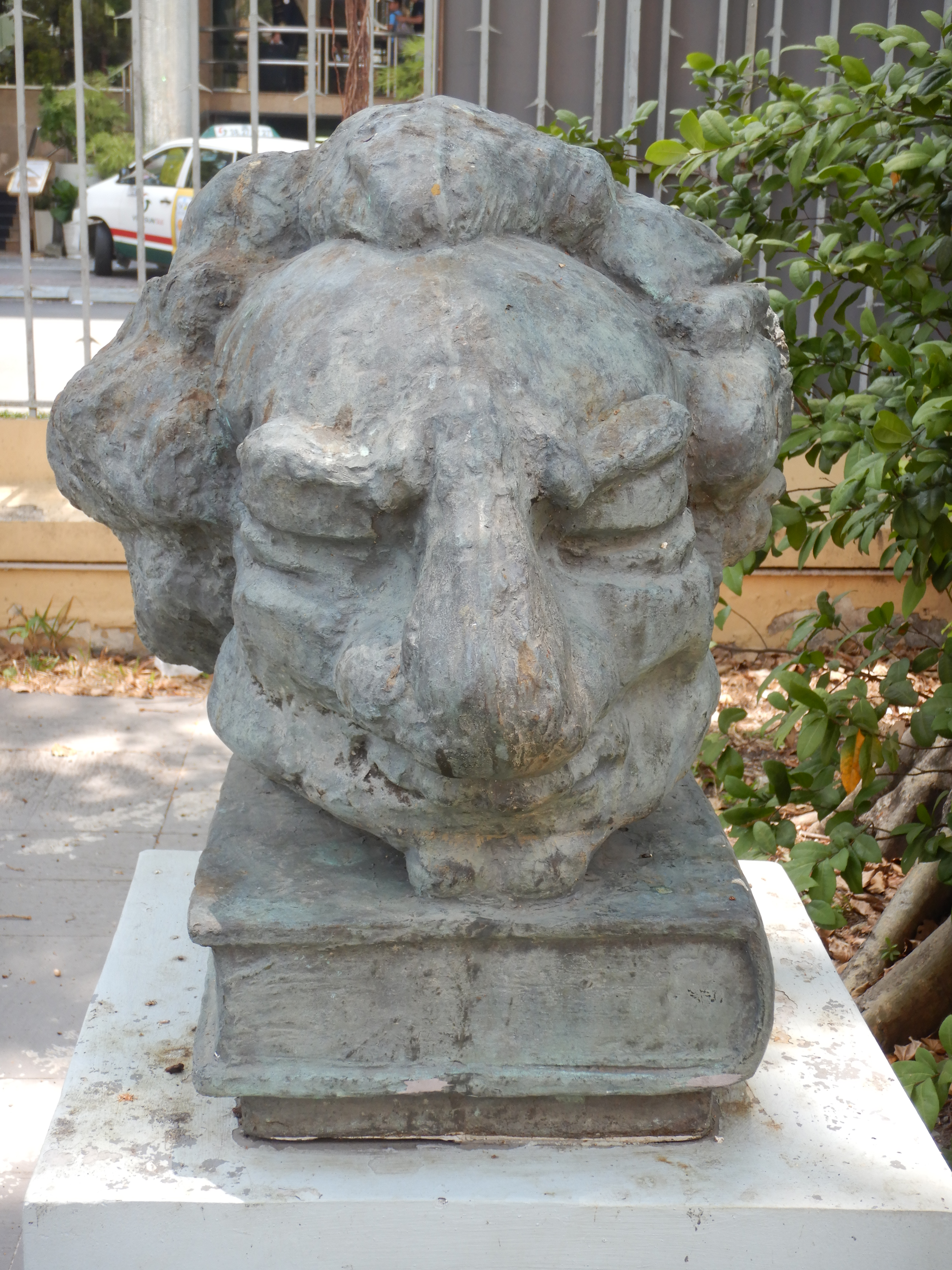
Tượng Nguyễn Tuân

Trước Cách mạng tháng Tám, phong cách nghệ thuật độc đáo và sâu sắc của Nguyễn Tuân có thể gói gọn trong một chữ "ngông".
Thể hiện phong cách này, mỗi trang viết của Nguyễn Tuân đều muốn chứng tỏ tài hoa uyên bác. Và mọi sự vật được miêu tả dù chỉ là cái ăn cái uống, cũng được quan sát chủ yếu ở phương diện văn hoá, mĩ thuật.
Trước Cách mạng tháng Tám, ông đi tìm cái đẹp của thời xưa còn vương sót lại và ông gọi là Vang bóng một thời. Sau Cách mạng, ông không đối lập giữa quá khứ, hiện tại và tương lai. Văn Nguyễn Tuân thì bao giờ cũng vậy, vừa đĩnh đạc cổ kính, vừa trẻ trung hiện đại.
Nguyễn Tuân học theo "chủ nghĩa xê dịch". Vì thế ông là nhà văn của những tính cách phi thường, của những tình cảm, cảm giác mãnh liệt, của những phong cảnh tuyệt mĩ, của gió, bão, núi cao rừng thiêng, thác ghềnh dữ dội......
Nguyễn Tuân cũng là một con người yêu thiên nhiên tha thiết. Ông có nhiều phát hiện hết sức tinh tế và độc đáo về núi sông cây cỏ trên đất nước mình. Phong cách tự do phóng túng và ý thức sâu sắc về cái tôi cá nhân đã khiến Nguyễn Tuân tìm đến thể tuỳ bút như một điều tất yếu.
Nguyễn Tuân còn có đóng góp không nhỏ cho sự phát triển của ngôn ngữ văn học Việt Nam.
Sau Cách mạng tháng Tám, phong cách Nguyễn Tuân có những thay đổi quan trọng. Ông vẫn tiếp cận thế giới, con người thiên về phương diện văn hóa nghệ thuật, nghệ sĩ, nhưng giờ đây ông còn tìm thấy chất tài hoa nghệ sĩ ở cả nhân dân đại chúng. Còn giọng khinh bạc thì chủ yếu chỉ là để ném vào kẻ thù của dân tộc hay những mặt tiêu cực của xã hội.

## Tác phẩm
- Một chuyến đi (1938), tùy bút - du kí
- Ngọn đèn dầu lạc (1939), phóng sự
- Vang bóng một thời (1940), tập truyện ngắn
- Thiếu quê hương (1940), tập tùy bút
- Chiếc lư đồng mắt cua (1941), tập tùy bút
- Tàn đèn dầu lạc (1941), tập tùy bút
- Tùy bút (1941), tập tùy bút
- Tóc chị Hoài (1943), tập tùy bút
- Tùy bút II (1943), tập tùy bút
- Nguyễn (1945), tập truyện ngắn
- Chùa Đàn (1946), tiểu thuyết
- Đường vui (1949), tập tùy bút
- Tình chiến dịch (1950), tập bút kí
- Thắng càn (1953), tiểu thuyết
- Chú Giao làng Seo (1953), truyện thiếu nhi
- Đi thăm Trung Hoa (1955), tập bút kí
- Tùy bút kháng chiến (1955), tập tùy bút
- Tùy bút kháng chiến và hòa bình (1956), tập tùy bút
- Truyện một cái thuyền đất (1958), truyện thiếu nhi
- Sông Đà (1960), tập tùy bút
- Cô Tô (1986), ký
- Hà Nội ta đánh Mỹ giỏi (1972), tập tùy bút
- Ký (1976)
- Tuyển tập Nguyễn Tuân (tập I: 1981)
- Cảnh sắc và hương vị đất nước (1988), tập tùy bút
- Yêu ngôn (2000, sau khi mất),[3] tập tiểu luận

## Vinh danh
Ông được tặng Giải thưởng Hồ Chí Minh về văn học nghệ thuật năm 1996.
Hiện nay, ở Hà Nội có một con đường mang tên ông, nối từ đường Nguyễn Trãi cắt ngang qua các phố Nguyễn Huy Tưởng, Ngụy Như Kon Tum đến đường Lê Văn Lương, nối với phố Hoàng Minh Giám.

## Nhận định
Nguyễn Đăng Mạnh cho rằng: "Nguyễn Tuân là một cái định nghĩa về người nghệ sĩ". Đối với ông, văn chương trước hết phải là văn chương, nghệ thuật trước hết phải là nghệ thuật, và đã là nghệ thuật thì phải có phong cách độc đáo. Nhưng Nguyễn Tuân, xét từ bản chất, không phải là người theo chủ nghĩa hình thức. Tài phải đi đôi với tâm. Ấy là "thiên lương" trong sạch, là lòng yêu nước thiết tha, là nhân cách cứng cỏi trước uy quyền phi nghĩa và đồng tiền phàm tục.
Người đọc mến Nguyễn Tuân về tài, nhưng còn trọng ông về nhân cách ấy nữa. Văn Nguyễn Tuân, tuy thế, không phải ai cũng ưa thích. Vả lại một số bài viết của ông cũng có nhược điểm: mạch văn quá phóng túng theo lối tùy hứng, khó theo dõi; nhiều đoạn tham phô bày kiến thức và tư liệu khiến người đọc cảm thấy nặng nề, khó khăn...